# Висина троугла
Висина троугла јесте дуж повучена из једног темена троугла према супротној страници тако да са том страницом заклапа прав угао. То је најкраће растојање од темена до наспрамне странице. Висина се обично обележава латиничним словом h. Каже се да је висина нормална на ту страницу и та страница се назива основица. Пресек висине и основице се назива подножје висине. Дужина висине је растојање између темена троугла и са подножја висине.
У сваком троуглу могуће је конструисати три висине. Пресек свих висина у троуглу се назива ортоцентар.
Висина троугла се може користити за израчунавање површине троугла, која је једнака половини производа основице и висине:
{\displaystyle P={\frac {a\cdot h_{a}}{2}}}

## Висина у различитим врстама троугла

### Висина у правоуглом троуглу
У правоуглом троуглу се две висине поклапају са катетама, а трећа висина дели хипотенузу на одсечке p и q. Формула која их повезује са висином која их дели гласи:
{\displaystyle h={\sqrt {pq}}}.

### Висина у једнакокраком троуглу
У једнакокраком троуглу подножје висине се поклапа са средиштем странице. У овом случају, висина се поклапа са симетралом угла и симетралом странице.

## Ортоцентар
Ортоцентар троугла је тачка у којој се секу све три висине троугла. Ортоцентар припада унутрашњости троугла ако и само ако је троугао оштроугли. У правоуглом троуглу, ортоцентар се налази у темену код правог угла, док се у тупоуглом троуглу ортоцентар налази изван троугла.

### Ортоцентрични систем
Ортоцентрични систем је систем од четири тачке у равни - ортоцентар троугла (H) заједно са сва три његова темена (A, B и C).
За четири тачке у ортоцентричном систему карактеристично је да је у исто време свака од њих ортоцентар за троугао који образују преостале три тачке као његова темена. Овако дефинисана четири троугла: ABC, АBH, ACH и BCH имају заједничку Ојлерову кружницу.

## Херонова формула
Херонова формула даје образац за израчунавање дужине висине у троуглу познавањем дужина све три странице.
У троуглу ABC у којем су дужине страница a, b и c, а са s је означен полуобим s = (a+b+c) / 2, висина нормална на страницу a се рачуна по формули: 
{\displaystyle h_{a}={\frac {2{\sqrt {s(s-a)(s-b)(s-c)}}}{a}}.}